# Yehud-Monosson
Yehud-Monosson (em hebraico:  יְהוּד-מוֹנוֹסוֹן) é uma cidade de Israel, no distrito Central, com 25 800 habitantes.